# Yekaterina Bajválova
Ekaterina Bakhvalova (Leningrado (actual San Petersburgo), Rusia, 8 de marzo de 1972) es una atleta rusa retirada especializada en la prueba de 4x400 m, en la que ha conseguido ser subcampeona europea en 1998.

## Carrera deportiva
En el Campeonato Europeo de Atletismo de 1998 ganó la medalla de plata en los relevos 4x400 metros, con un tiempo de 3:23.56 segundos, llegando a meta tras Alemania y por delante de Reino Unido (bronce).